# الماس فوجی

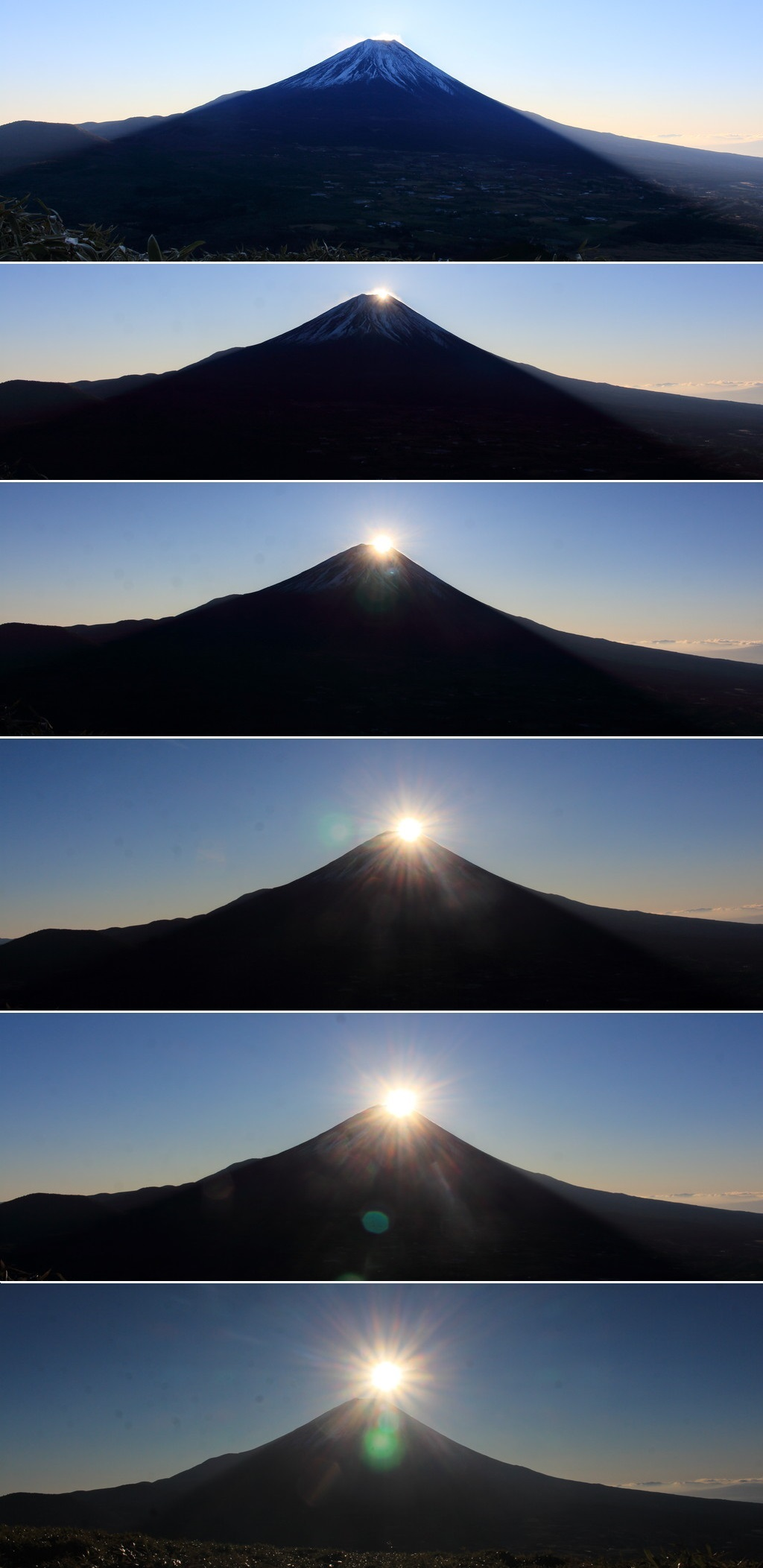
الماس فوجی

الماس فوجی به وضعیتی گفته می‌شود که هنگام غروب، مسیر نور خورشید با نوک کوه فوجی در ژاپن هم راستا می‌گردد. به دلیل درخششی که از عبور نور در پشت فوجی ایجاد می‌شود، به آن الماس فوجی گفته می‌شود.